# 베터 씽스
《베러 씽즈》(영어: Better Things)는 2016년부터 현재까지 방영된 미국의 코미디 드라마이다.